# Rotterdam Open 1988
Il Rotterdam Open 1988, conosciuto anche con il nome di ABN AMRO World Tennis Tournament 1988, è stato un torneo di tennis giocato sul sintetico indoor. 
È stata la 15ª edizione del Rotterdam Open facente parte del Nabisco Grand Prix 1988. Si è giocato all'Ahoy Rotterdam indoor sporting arena di Rotterdam in Olanda Meridionale, dall'8 al 14 febbraio 1988.

## Campioni

### Singolare
Stefan Edberg ha battuto in finale  Miloslav Mečíř con il punteggio di 7–6, 6–2

### Doppio
Patrik Kühnen /  Tore Meinecke hanno battuto in finale  Magnus Gustafsson /  Diego Nargiso con il punteggio di 7–6, 7–6